# Bessermenen

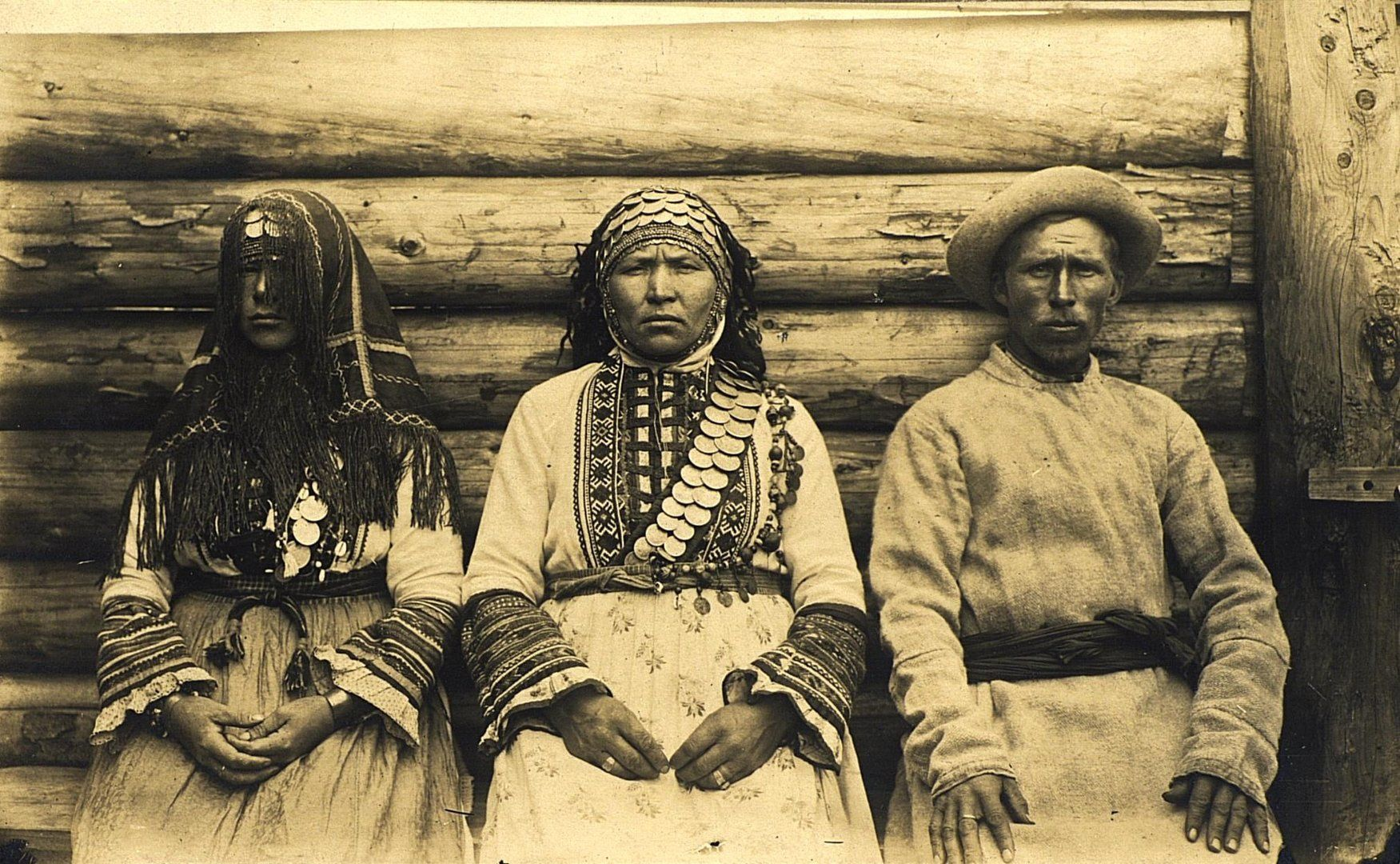
Bessermenen, von links, eine junge verheiratete Frau, eine verheiratete Frau und ein Mann, in Feiertagskleidern, historische Aufnahme anfangs 20. Jahrhundert

Die Bessermenen sind eine Ethnie in Udmurtien im russischen Föderationskreis Wolga mit 3122 Angehörigen (Stand 2002). Die Bessermenen sind stark an die Udmurten assimiliert, gelten seit 2002 aber wieder als eigenständige Gruppe (vorher waren sie zu den Udmurten gezählt worden). Bei der Volkszählung von 2002 waren zehn Dörfer ausschließlich und 41 teilweise von Bessermenen bewohnt. Die Bessermenen sind eine sunnitisch-muslimische Minderheit.
Im Jahr 1890 lautete der Eintrag in Meyers Konversations-Lexikon: „Bessermjänen (Besermianen), ein zu den Tataren gerechnetes Mischvolk, dessen Ursprung noch nicht genau ermittelt ist. Sie leben, 1400 Köpfe stark, im russischen Gouvernement Wjatka unter den Wotjaken, von denen sie sich durch ihr mohammedanisches Glaubensbekenntnis unterscheiden.“